# ОШ „Вожд Карађорђе” Лесковац
ОШ „Вожд Карађорђе” у Лесковцу, једна је од установа основног образовања на територији града Лесковца, почела са радом 1. септембра 1989. године.

## Школа данас
Основна школа „Вожд Карађорђе“ је подигнута средствима самодоприноса грађана у јужном делу града који је препознатљив по називу „Радничко насеље“. Школа има 780 ученика распоређених у 32 одељења, који су организовани у две смене. Наставу изводи 57 наставника у 16 учионица за разредну наставу и кабинетима за све предмете предметне наставе. Ученицима су на располагању библиотека са више од 6.000 књига, медијатека, фискултурна сала, клуб ученика – ђачки ресторан, зубна амбуланта. У склопу школе ту су још портирница, просторија за помоћно-техничко особље, пространа зборница, канцеларије за директора, секретара, педагога и психолога и рачуноводство. 